# Septimi Sever
Luci Septimi Sever (11 d'abril de 146, Leptis Magna – 4 de febrer de 211, Eboràcum, Britànnia) fou emperador romà fundador de la dinastia Severa.
Va néixer a Leptis Magna, a uns 100 km al sud-est de Cartago, a la costa nord de la província d'Àfrica. La seva família pertanyia a la noblesa fenícia. Segons alguns historiadors parlava el llatí amb un marcat accent púnic i destacava per ser summament supersticiós.
El 172 va ser nomenat senador, probablement per l'emperador Marc Aureli. Fou procònsol de la Tarraconense entre el 178 i el 180. El 190 va aconseguir el càrrec de cònsol. A l'any següent Còmmode li va assignar el comandament de les legions a Pannònia. Després de l'assassinat de Pèrtinax el 193 (Any dels cinc emperadors), aquestes legions varen proclamar-lo emperador. De seguida se'n va anar cap a Itàlia per a ocupar Roma, sense trobar resistència. Mentrestant, les legions a Síria havien proclamat Pescenni Níger, mentre que a Britànnia va ser proclamat Clodi Albí com a emperador. Després d'una aliança passatgera amb Clodi Albí va aconseguir derrotar Pescenni Níger, però va trigar fins al 197 per a eliminar també l'altre rival al tron en la batalla de Lugdúnum i restablir la unitat territorial de l'imperi.
Com a general va conduir amb èxit una guerra contra els parts. Com a conseqüència, la part nord de Mesopotàmia va tornar sota control romà. Els seus soldats van saquejar la ciutat de Ctesifont i van vendre els supervivents com a esclaus.
Les seves relacions amb el Senat no van ser bones. Es va fer especialment impopular en retallar el poder senatorial amb l'ajuda dels militars. Va fer eliminar i executar dotzenes de senadors després d'acusacions de corrupció o conspiració. Després els substituïa per nous senadors que comptessin amb el seu beneplàcit. Va dissoldre les cohorts pretorianes i les va substituir per la seva pròpia força militar. Uns 50.000 soldats romans fidels a les seves ordres van acampar a Roma i els seus voltants.
Encara que les seves ànsies de poder van convertir Roma en una dictadura militar, Septimi Sever era molt popular entre la població. Va restablir la moral romana després dels anys decadents del govern de Còmmode i va aconseguir limitar la corrupció. En tornar de la seva victòria sobre els parts va aixecar un arc de triomf al Fòrum que duu el seu nom.
En els últims anys Septimi Sever havia de lluitar contra els atacs dels bàrbars, que posaven en perill la integritat territorial de l'imperi. Sobretot tenia problemes amb aixecaments a Britànnia. En 208 Sever va viatjar a Gran Bretanya amb la intenció de conquistar Caledònia amb un exèrcit de més de 40.000 homes, tenint en compte alguns dels campaments construïts de la seva campanya. Va enfortir el Mur d'Adrià i va reconquerir les terres altes del sud fins al Mur d'Antoní, que també va ser millorat. Sever va construir un camp de 165 acres al sud de la Muralla d'Antoni a Trimontium, i es va dirigir cap al nord amb el seu exèrcit, resseguint els passos de Gneu Juli Agrícola més d'un segle abans.
Després de la seva mort va ser declarat Divus pel senat. La seva herència va passar als seus fills, Publi Septimi Geta i Caracal·la. Geta va ser assassinat poc després pel seu germà gran.